# Sühnekreuz von Pruchna

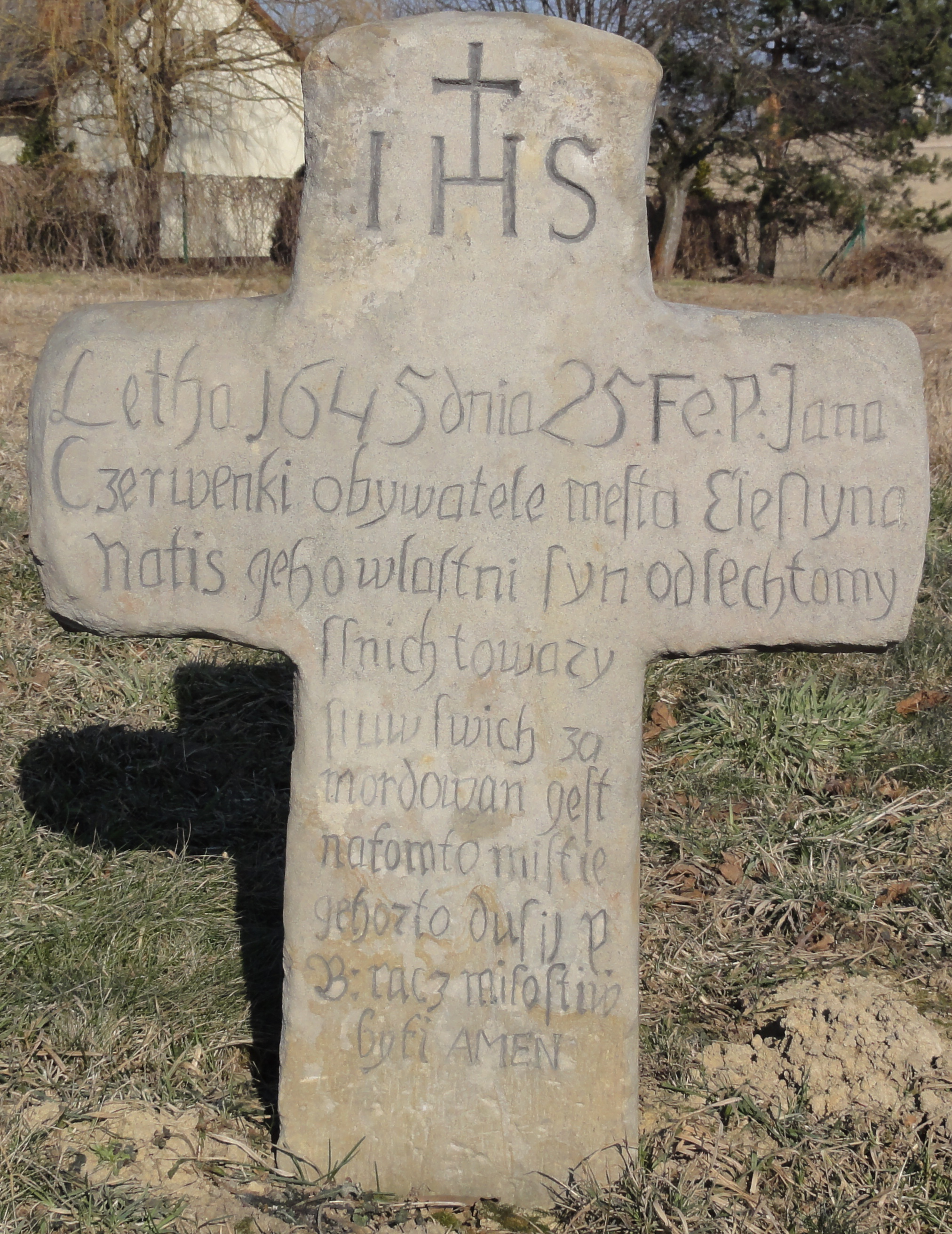
Sühnekreuz von Pruchna

Das Sühnekreuz von Pruchna ist ein Steinkreuz in Pruchna in der Woiwodschaft Schlesien in Polen.
Es wurde 1645 nach einem Mord errichtet. Das Kreuz ist aus Sandstein und trägt eine Inschrift im Teschener Dialekt. Das Gebiet war polnisch besiedelt, gehörte aber zum Herzogtum Teschen, das zu dieser Zeit zur Habsburgermonarchie gehörte.
Die Inschrift lautet:
IHS Letha 1645 dnia 25. Fe. P. Jana Czerwenki obywatele mesta Tiessyna, Matis geho wlastni syn od lechkomyslnich towaryssuw swich zamordowan gest na tomto mistie gehozto dussi P. B. racz milostiw byti AMEN
deutsch etwa
IHS im Jahr 1645 am 25. Februar wurde Herr Jan Czerwenik, Bewohner der Stadt Teschen, Sohn von Mati, von seinen Gefährten ermordet. Möge an diesem Ort Gott seiner Seele gnädig sein. AMEN.
Sühnekreuze wurden seit dem Mittelalter nach einem Mord aufgestellt, um die Vorübergehenden aufzufordern, für das Seelenheil des Getöteten zu beten. Dieser hatte keine Sterbesakramente mehr erhalten können und war daher auf die Fürbitten nach katholischer Auffassung angewiesen. Die Steine wurden meist von den Tätern oder deren Angehörigen errichtet.
In Schlesien sind mehrere hundert Sühnesteine erhalten.